# Teoría de cultura de consumo
 La teoría de cultura de consumo (en inglés, consumer culture theory), es un grupo de teorías económicas y sociales que estudian  sociedades de consumo desde un punto de vista social y cultural, en lugar de púramente económico o psicológico. Conocida como CCT por sus siglas en inglés, ésta teoría no es una sola teoría unificadora sino que se refiere a una familia de perspectivas teóricas que abordan las dinámicas entre consumidores, los mercados y los entornos culturales. CCT aborda los significados culturales como múltiples y fragmentados, por lo que conceptualiza a cultura como una amalgama que emerge de diferentes grupos y significados compartidos.

## Métodos
CCT se asocia con metodologías cualitativas, como entrevistas, estudios de casos, etnografías y netnografías, ya que son adecuadas para estudiar los aspectos experienciales, sociológicos y culturales del consumo. Sin embargo, los investigadores de CCT utilizan una variedad de métodos, incluyendo cuantitativos. 

## Campos de estudio
CCT se suele dividir en cuatro líneas de investigación:
- Identidad del consumidor. Estos estudios proponen que los consumidores generan proyectos que estabilizan su identidad individual y social a través del consumo.[4] El consumo comercial genera una identidad personal que, en ocasiones, se entrelaza con la cultura política,[5] especialmente en redes sociales.[6]
- Cultura de mercado. Estos estudios miran a los consumidores como productores de cultura. Algunos ejemplos incluyen subculturas de consumo,[7] comunidades de marca,[8] y tribus de consumo .[9][10]
- Las ideologías del mercado. Esta línea de investigación estudia las estrategias interpretativas de los consumidores.[11] Las ideologías e identidades de los consumidores están influenciadas por la globalización y los sistemas culturales que orientan hacia ciertas ideologías.
- Elementos sociohistóricos del consumo. Autores en esta area  identifican la influencia del capital social en el consumo .